# كلية العلوم والتكنولوجيا بجدة
كلية العلوم والتكنولوجيا بجدة كلية أهلية ربحية، تأسست عام 2008 تحت اشراف وزارة التعليم العالي، ومقرها في مدينة جدة في المملكة العربية السعودية. كانت تهدف إلى ربط خطط التنمية في المملكة باحتياجات سوق العمل، ومواكبة التقدم العلمي والتقني في جامعات المملكة وخارجها. تم إغلاقها في 26 أغسطس 2012 لعدم حصولها على التراخيص التي تخولها لممارسة نشاطها التعليمي وفق لائحة التعليم العالي الأهلي في المملكة.

## الرسالة التعليمية
إعداد كوادر مؤهلة تجمع بين الدراسة النظرية الحديثة والتطبيق العلمي الفعال، والارتقاء بالبحث العلمي، والإسهام في تنمية المجتمع.

## الرؤية التعليمية
مؤسسة أكاديمية رائدة محليًا وعالميًا، تعمل بمهنية عالية لتحقيق تعليم متميز وتواصل علمي وبحثي لخدمة المجتمع.

## الأهداف التعليمية
1. إعداد الكوادر المؤهلة للعمل بكفاءة عالية بما يخدم خطط التنمية في المملكة واحتياجات سوق العمل، ومواكبة التقدم العلمي والتقني والتفاعل الإيجابي مع التطورات الجارية في جامعات المملكة وخارجها.
2. إيجاد مؤسسة علمية تعمل على تحقيق المستوى العلمي المتميز من خلال استخدام التقنيات الحديثة.
3. ترسيخ الجدارة العلمية المتميزة لدى الطلاب في استعمال اللغة الإنجليزية ولغات الحاسب الآلي.
4. إتاحة فرص التعليم الجامعي الجديد والمتميز لعدد أكبر من شباب المجتمع.
5. الشراكة الكاملة في تطوير المجتمع وفي إحداث تغيير نوعي في التعليم العالي بما يجعله قادرًا على تلبية احتياجات الوطن من المتخصصين في العلوم والمعارف الإنسانية والتطبيقية والفنية ومتابعة التطورات العلمية المستحدثة.
6. المساعدة على رفع كفاءة وقدرات المؤسسات العامة والخاصة من خلال ربط السياسات الأكاديمية بخطط واستراتيجيات الدولة التنموية. إجراء البحوث العلمية وتشجيعها.
7. الإسهام في تنشئة مواطنين مؤمنين بالله منتمين لوطنهم وأمتهم وتكوين شخصيته المتكاملة المتوازنة.
8. تعزيز الروابط العلمية والثقافية مع الجامعات والهيئات العلمية داخليًا وخارجيًا.
9. مواكبة التقدم العملي والتقني الذي يشهده العالم عامة والمملكة العربية السعودية خاصة مع المحافظة على الأصالة العربية والإسلامية الإسهام في رفع مستوى التعليم الجامعي في المملكة سواء من حيث الكوادر أو البرامج أو النظم أو التجهيزات.
10. الإسهام في تخفيف الضغط على الجامعات الحكومية في استيعاب الأعداد المتزايدة من حملة الشهادة الثانوية العامة.
11. منح الفرصة للقطاع الأهلي للمساهمة في عملية التعليم الجامعي وبناء جسور من الثقة بين المؤسسات التعليمية الحكومية ونظيراتها في القطاع الخاص.
12. السعي لتقديم الاستشارات والدراسات العلمية لسائر قطاعات المجتمع في المجالات التي تتوفر لدى الكلية.
13. إتاحة فرصة لتقديم منح دراسية للمتميزين من أبناء الوطن.

## التخصصات الأكاديمية
- هندسة معمارية.
- تصميم داخلي.
- هندسة البرمجيات.
- تقنية معلومات.
- شبكات الحاسب.
- إدارة الأعمال.
- المحاسبة.
- نظم المعلومات الإدارية.

## مرافق الكلية

### المعامل
إلى جانب تجهيز قاعات المحاضرات بأحدث وسائل الشرح والإيضاح فقد وفرت الكلية العديد من المعامل الخاصة بالتطبيق العملي للمقررات الدراسية، وهي مجهزة بأحدث التجهيزات والتقنيات العالية، وهي تتنوع من معامل الحاسب الآلي ومعامل التصميم الداخلي ومعامل اللغات إلى معامل الصيانة والشبكات.

### المكتبة
تسعى المكتبة بشكل عام إلى توفير مجموعة حديثة ومتوازنة وشاملة وقوية من مصادر المعلومات التي ترتبط ارتباطاً وثيقاً بالمناهج الدراسية، والبرامج الأكاديمية، والبحوث العلمية الجارية في الكلية بالإضافة إلى تنظيم مصادر المعلومات من خلال القيام بعمليات الاستعارة والفهرسة والتصنيف والاستخلاص وذلك من أجل تطور الخلفية المعرفية للطالب في مجال ت

### اتحاد الطلاب
ويهدف إلى تنمية القيم الروحية والأخلاقية والوعي الوطني بين الطلاب وتعويدهم على القيادة. وإتاحة الفرص لهم للتعبير المسئول عن آرائهم.وبث الروح الجامعية السليمة بين الطلاب وتوثيق الروابط بينهم وبين أعضاء هيئة التدريس والموظفين. واكتشاف مواهب الطلاب وقدراتهم ومهارتهم وصقلها وتشجيعها ونشر وتشجيع تكوين الأسر والجمعيات العلمية والكشفية والفنية والثقافية والارتفاع بمستواها وتشجيع المتفوقين فيها والتنظيم والاستفادة من طاقات الطلاب في خدمة المجتمع بما يعود على الوطن بالخير.

### صندوق الطالب
تم تأسيس صندوق الطالب بقرار من مجلس إدارة الكلية وذلك بهدف دعم الطلبة المتميزين غير القادرين على دفع الرسوم الدراسية خلال فترة دراستهم بالكلية ويتم من خلال هذا الصندوق تقديم دعم مالي للطلبة غير القادرين على دفع الرسوم، وتختلف نسبة الدعم من طالب لآخر حسب حاجة كلاً منهم ووفق المرفقات في حالة كل طالب.

### أمن الكلية
أنشئت هذه الوحدة بشكل مستقل ومرتبطة بمجلس الكلية وهي تعمل على توفير الأمن والطمأنينة والمحافظة على تطبيق النظام العام والأمن الداخلي والسلامة العامة للمباني والمنشآت والممتلكات والموظفين والطلبة وتوفير الحماية لضيوف الكلية والمشاركين في المؤتمرات والدورات وورش العمل التي تعقد في الكلية، وتعمل الوحدة أيضا على تنظيم دخول ضيوف الكلية والعاملين والطلاب والسيارات المسموح لها بالدخول، وتنظيم وضبط الطلاب أثناء عمليات التسجيل في بداية الفصول الدراسية والإشراف على حفلات التخرج وغير ذلك من الأمور التنظيمية.

## وصلة خارجية
- الموقع الرسمي لكلية العلوم والتكنولوجيا بجدة. نسخة محفوظة 7 ديسمبر 2019 على موقع واي باك مشين.